# 스가노촌 (히로시마현)
스가노촌(菅野村)은 일본 히로시마현 미쓰기군에 설치되었던 촌이다. 현재의 오노미치시의 일부에 해당한다.